# Freak & Chic
Freak & Chic è il secondo album in studio del cantante italiano Immanuel Casto, pubblicato il 13 settembre 2013 dalla JLe Management.

## Descrizione
Prodotto da Stefano "Keen" Maggiore presso i Beat Studio di Bologna e missato da Cristiano Sanzeri presso i 29100 Factory di Piacenza, Freak & Chic è stato anticipato dal singolo Tropicanal ed è composto da nove brani, tra cui il singolo del 2012 Zero carboidrati e il brano AnusMoutHand, rifacimento di Anoboccamano, presente nell'album autoprodotto Deflorato del 2005.

## Tracce
Testi di Immanuel Casto, eccetto dove indicato, musiche di Stefano "Keen" Maggiore, eccetto dove indicato.
1. Freak & Chic – 4:16 (musica: Valerio Cambareri, Keen)
2. Zero carboidrati – 3:42
3. Sexual Navigator – 3:02
4. Tropicanal – 4:20
5. Sognando Cracovia (feat. Romina Falconi) – 3:32 (testo: Clelia Sedda, Immanuel Casto)
6. AnusMoutHand – 4:16
7. Redemption – 1:33
8. Comunione e liberazione – 5:20
9. Da quando sono morto – 5:11

## Formazione
Musicisti
- Immanuel Casto – voce, cori
- Stefano "Keen" Maggiore – sintetizzatore, campionatore, cori (traccia 6)
- Romina Falconi – voce aggiuntiva (traccia 1), voce (traccia 5)
- Cristiana Raggi – voce aggiuntiva (traccia 2)
- Minerva Lowenthal – voce aggiuntiva (traccia 3)
- Barbara Rocca – cori (traccia 4)

Produzione
- Immanuel Casto – direzione artistica
- Stefano "Keen" Maggiore – produzione
- Filippo Fornaciari – produzione (tracce 1 e 4)
- Cristiano Sanzeri – missaggio
- Alessandro Vanara – mastering
- Airglamguru – trucco
- Francesco Corlaita – fotografia